# Nectarinia balfouri
Nectarinia balfouri é uma espécie de ave da família Nectariniidae.
É endémica de Iémen.
Os seus habitats naturais são: matagal árido tropical ou subtropical, matagal húmido tropical ou subtropical e matagal tropical ou subtropical de alta altitude.
Está ameaçada por perda de habitat.